# Know Your Fish
Know Your Fish var et band fra Greve. Bandet startede på fritidsklubben Brogården i Greve, hvor de fem medlemmer begyndte at spille musik. Dengang hed de Break Out. Bandet stoppede i efteråret 2004.
Bandet optrådte som amatør-liveband rundt om i Danmark i slut 90’erne og starten af 2000’erne. De vandt Se & Hørs talentkonkurrence under navnet Break Out, de spillede sig i finalen i Emergenza Rock og Melody makers contest, men deres højdepunkt var nok, da de repræsenterede Danmark på Verdensudstillingen Expo 2000 i Hannover sammen med Brødrene Olsen.
Bandet har indspillet fire cd'er.
Bandet blev genforenet i 2008 og gav for første gang i knap fem år en koncert den 7. november 2008.
I 2012 blev bandet inviteret til at spille i Portalen i Greve den 22. november, som blev et brag af en koncert med gamle og et par nye sange. Line-up'et var dog ændret lidt. Carsten Jung var med på keys og Mads Graugaard Hansen på bas.